# Mueller-Hinton-Agar

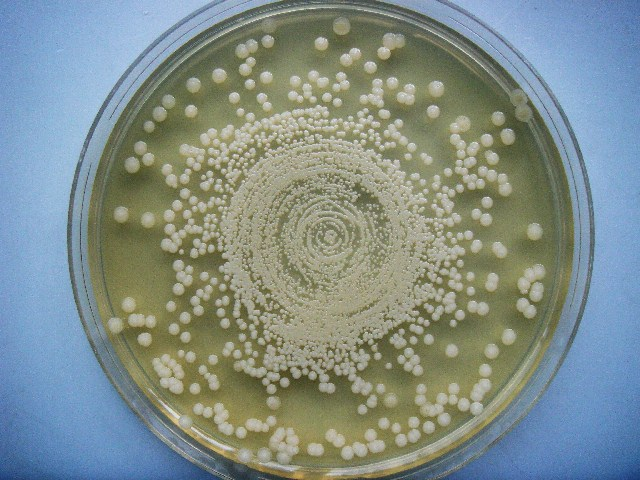
Kolonien von Burkholderia pseudomallei auf einem Müller-Hinton-Agar nach 72 Stunden Inkubation.

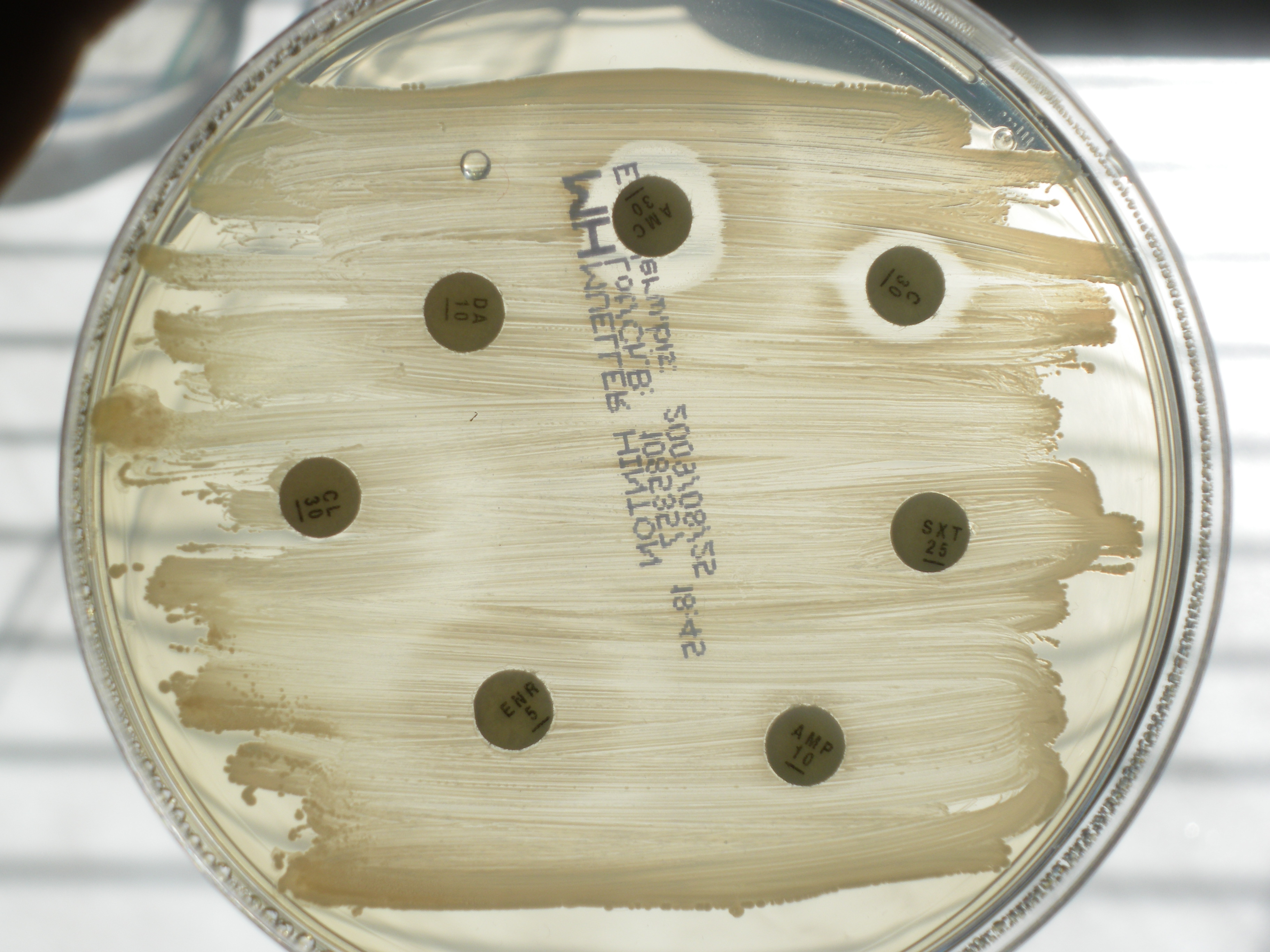
Antibiogramm eines Gaumenmandel eines Hundes, Müller-Hinton-Agar. Nur Amoxicillin-Clavulansäure (AMC) und Chloramphenicol (C) zeigen eine Hemmwirkung.

Der Mueller-Hinton-Agar ist ein mikrobiologisches Nährmedium, welches normalerweise benutzt wird, um Antibiotikum-Resistenzen zu testen sowie um Neisserien oder Moraxellen anzuzüchten.
Zusammensetzung:
- 30 % Rindfleischaufguss
- 1,75 % hydrolysiertes Casein
- 0,15 % Stärke
- 1,7 % Agar
- pH neutral eingestellt bei 25 °C.

5 % Schafsblut wird außerdem hinzugefügt, wenn man Streptokokken, Campylobacter, Neisserien oder andere anspruchsvolle Keime testen möchte.
Nach der neuen europäischen Norm EUCAST wird nicht mehr Schafsblut verwendet, sondern Pferdeblut und als weiterer Zusatz Nicotinamidadenindinukleotid (NAD). Durch den Zusatz von NAD wachsen auch Haemophilus spp. auf diesem Agar.